# 호계천 (울산)
호계천(虎溪川)은 울산광역시 북구 호계동에서 발원하여 동류하다가 울산광역시 북구 농소1동에서 동천강으로 흘러드는 강이다. 한때는 이 강의 상류지역이 2천여[[m2]]인 폐천부지였으나 2008년 6월 16일 어린이 자연학습체험장을 개장하였다. 2009년 4월에는 15일 여 동안 하천 옹벽에다 그림을 그리는 작업이 진행되었다.